# Bordeaux–Paris

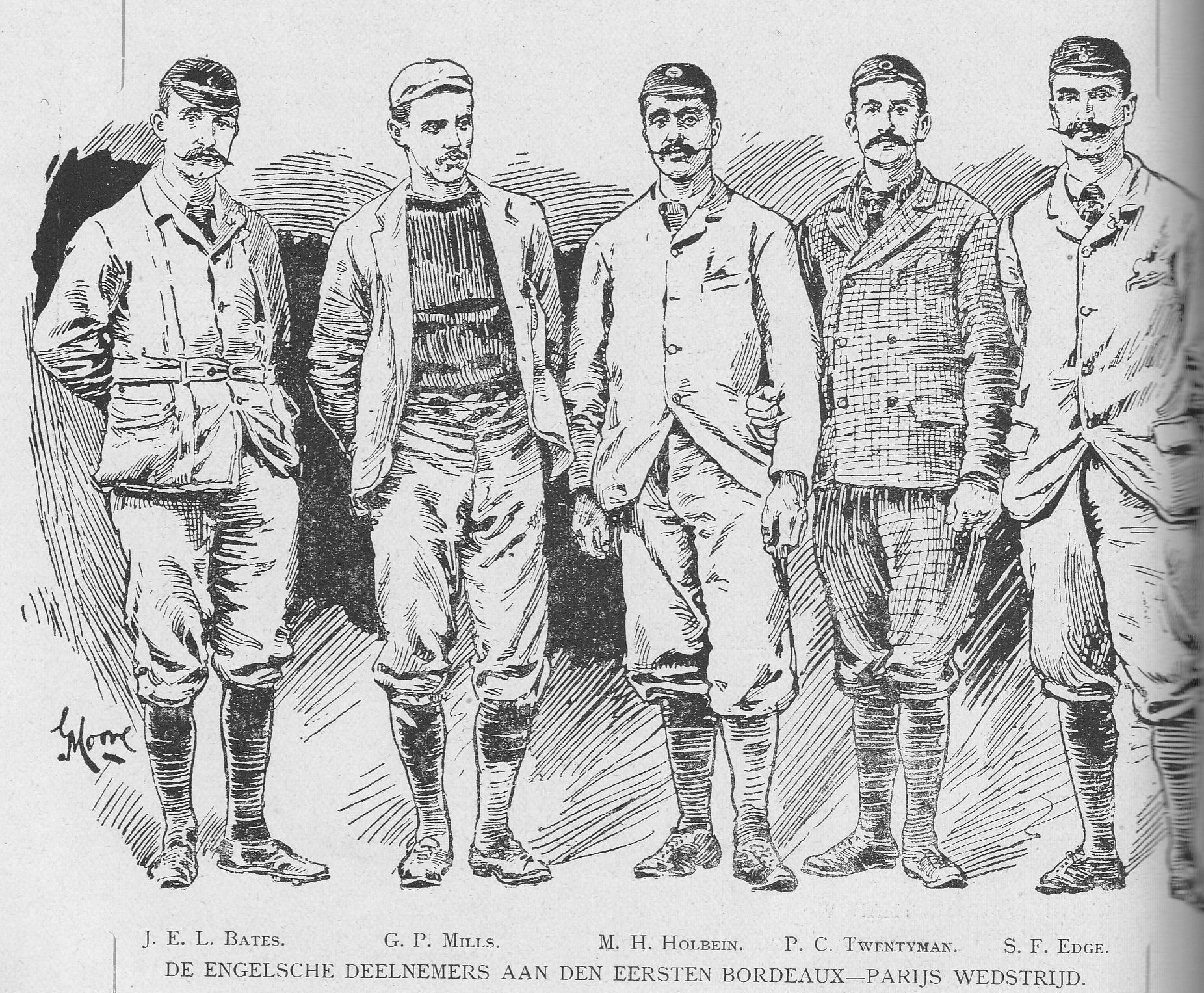
Die britischen Teilnehmer der ersten Austragung des Rennens 1891

Das klassische Straßenradrennen Bordeaux–Paris war ab 1952 bis zur letztmaligen Austragung im Jahre 1988 mit einer Streckenlänge von über 600 Kilometern das längste europäische Eintagesrennen im Radsport. Länger war vorher nur Paris–Brest–Paris mit mehr als 1200 Kilometern.
Das direkt von Bordeaux bis Paris ausgetragene und als das Derby bekannte Rennen wurde 1891 erstmals organisiert. Grund für die Wahl der Strecke war, dass die organisierende Zeitung Véloce-Sport ihre Redaktion von Bordeaux nach Paris verlegt hatte. Initiator des Rennens war der Journalist Pierre Giffard. Um das Rennen besonders attraktiv zu machen, wurden britische Amateur-Rennfahrer verpflichtet, die als die besten der Welt galten. Die britischen Gentlemen weigerten sich allerdings, gegen französische Profis, „Männer aus dem Volk“, anzutreten, wenn auch die Briten großzügig Unterstützung mit Material durch die heimische Fahrrad-Industrie erhielten, was ihnen Vorteile verschaffte. Die Veranstalter gaben diesem Wunsch nach, so dass sich kein einziger Franzose unter den ersten Vier befand; die besten französischen Rennfahrer durften lediglich als Schrittmacher für die britischen Fahrer teilnehmen. Mit den Erfolgen wurde breitflächig geworben, so dass die britischen Fahrradhersteller ihre Stellung auf dem französischen Markt ausbauen konnten.
Bereits der erste Sieger, der Brite George Pilkington Mills, fuhr die gesamte Strecke ohne längere Pausen und benötigte dafür knapp 24 Stunden. Im Gegensatz zu anderen Klassikern wie Paris–Roubaix oder Mailand–Sanremo fand das Rennen dabei bis zuletzt mit Schrittmachern statt, die zumindest in Teilen der Strecke direkt vor den Radrennfahrern fuhren. Von 1891 bis 1894 wurden Fahrradeinsitzer als Schrittmacher benutzt, 1895 dann Tandems.
Im Windschatten dieser ab den 1930er Jahren mit einem Derny motorisierten Schrittmacher erreichten die Fahrer höhere Geschwindigkeiten, die strategische Bedeutung eines Hauptfelds und des dortigen Windschattenfahrens war reduziert. Einen kuriosen Ausgang fand das Rennen 1947, als bis auf den Sieger Joseph Somers und den Zweiten Dubuisson alle anderen Fahrer den Wettbewerb vorzeitig beendeten.
Seit den 1960er Jahren sank die Popularität des Rennens kontinuierlich. Die für den modernen Radsport völlig ungewöhnliche Streckenlänge und die dafür nötige entsprechend spezielle Vorbereitung führte dazu, dass immer mehr Fahrer auf den Klassiker verzichteten. Für Profis wurde das Rennen 1988 zum letzten Mal ausgetragen. Seitdem wird Bordeaux–Paris nur noch für Hobby-Radsportler fortgeführt.
Rekordhalter beim Derby mit sieben Erfolgen zwischen 1970 und 1981 ist der Belgier Herman Van Springel.
Bei dem Rennen im Jahr 1911 gab es eine Sensation, als der französische Journalist Marcel Violette das Rennen mit einem Militärflugzeug der Firma Farman begleitete.

## Palmarès
| - 1988 Jean-François Rault - 1987 Bernard Vallet - 1986 Gilbert Glaus - 1985 René Martens - 1984 Hubert Linard - 1983 Gilbert Duclos-Lassalle - 1982 Marcel Tinazzi - 1981 Herman Van Springel - 1980 Herman Van Springel - 1979 André Chalmel - 1978 Herman Van Springel - 1977 Herman Van Springel - 1976 Walter Godefroot - 1975 Herman Van Springel - 1974 Herman Van Springel / Régis Delépine - 1973 Enzo Mattioda - 1971–1972 nicht ausgetragen - 1970 Herman Van Springel - 1969 Walter Godefroot - 1968 Émile Bodart - 1967 Georges Van Coningsloo - 1966 Jan Janssen - 1965 Jacques Anquetil - 1964 Michel Nédélec - 1963 Tom Simpson - 1962 Jo de Roo - 1961 Wim van Est - 1960 Marcel Janssens - 1959 Louison Bobet - 1958 Jean-Marie Cieleska | - 1957 Bernard Gauthier - 1956 Bernard Gauthier - 1955 nicht ausgetragen - 1954 Bernard Gauthier - 1953 Ferdy Kübler - 1952 Wim van Est - 1951 Bernard Gauthier - 1950 Wim van Est - 1949 Jacques Moujica - 1948 Ange Le Strat - 1947 Joseph Somers - 1946 Émile Masson jr. - 1940–1945 nicht ausgetragen - 1939 Marcel Laurent - 1938 Marcel Laurent - 1937 Joseph Somers - 1936 Paul Chocque - 1935 Edgard De Caluwé - 1934 Jean Noret - 1933 Fernand Mithouard - 1932 Romain Gijssels - 1931 Bernard Van Rysselberghe - 1930 Georges Ronsse - 1929 Georges Ronsse - 1928 Hector Martin - 1927 Georges Ronsse - 1926 Adelin Benoit - 1925 Heiri Suter - 1924 Francis Pélissier - 1923 Émile Masson sen. | - 1922 Francis Pélissier - 1921 Eugène Christophe - 1920 Eugène Christophe - 1919 Henri Pélissier - 1915–1918 nicht ausgetragen - 1914 Paul Deman - 1913 Louis Mottiat - 1912 Émile Georget - 1911 François Faber - 1910 Émile Georget - 1909 C. Van Hauwaert - 1908 Louis Trousselier - 1907 C. Van Hauwaert - 1906 Marcel Cadolle - 1905 Hippolyte Aucouturier - 1904 Fernand Augereau - 1903 Hippolyte Aucouturier - 1902 Maurice Garin - 1902 Édouard Wattelier - 1901 Lucien Lesna - 1900 Josef Fischer - 1899 Constant Huret - 1898 Gaston Rivierre - 1897 Gaston Rivierre - 1896 Arthur Linton / Gaston Rivierre - 1895 Charles Meyer - 1894 Lucien Lesna - 1893 Louis Cottereau - 1892 Auguste Stéphane - 1891 George Pilkington Mills |